# 沙特阿拉伯的菲律賓人
沙特阿拉伯的菲律賓人，是移民或居住在沙特阿拉伯的菲律賓人後裔。沙特阿拉伯目前是海外菲律賓人最大的雇主，並且擁有中東地區最大的菲律賓人口。菲律賓人是沙特阿拉伯第四大外國人口，沙特阿拉伯也是菲律賓匯款的第二大來源。

## 移民歷史
菲律賓人於1973年首先抵達沙特阿拉伯，當時有一群菲律賓工程師移居到該國。今天，沙特阿拉伯駐菲律賓大使館的工作人員每天為菲律賓人處理800至900個工作簽證。2008年，沙特阿拉伯為菲律賓人提供了300000份工作。 後來，沙特阿拉伯首次僱傭菲律賓醫療專業人員，在2009年至2011年間宣布打算僱傭6000名菲律賓人擔任醫生和護士。菲律賓人除了醫療專業人員外，還擔任司機，建築工人和工程師，以及海水淡化，石油生產和加工，電訊和運輸等工作。

## 勞工問題
沙特阿拉伯每年都有數字不詳的菲律賓人遭性虐待，虐待，無報酬的工作，一些菲律賓人被非法吸引和運送到沙特阿拉伯，在那裡他們被滯留而沒有工作。2008年初，滯留在吉達的103名菲律賓人住在橋下的一個帳篷營地，然後被驅逐出境。

## 教育
八十年代許多菲律賓工人抵達沙特後，大批菲律賓兒童來到沙特。沙特阿拉伯的第一所菲律賓學校是在菲律賓駐吉達領事館於1983年開始努力開辦學校之後成立的，後來在利雅得和其他沙特城市建立了菲律賓學校。在2000年，沙特阿拉伯有九個認可的菲律賓學校。到了2005年，單是吉達就有四所菲律賓國際學校，另有兩所預定在不久之後開放。到2006年，菲律賓共有21所學校獲得首席財務官的認可，比2000年增長了133％。
沙特阿拉伯的社區國際學校不要求將男女學生分成不同的校園，並允許男女混合舉辦社交活動。